# Parroquia de West Baton Rouge
La parroquia de West Baton Rouge (en inglés: West Baton Rouge Parish), fundada en 1807, es una de las 64 parroquias del estado estadounidense de Luisiana. En el año 2000 tenía una población de 21.601 habitantes con una densidad poblacional de 44 personas por km². La sede de la parroquia es Port Allen.

## Geografía
Según la Oficina del Censo, la parroquia tiene un área total de 527 km² (203,5 mi²), de la cual 495 km² (191,1 mi²) es tierra y 32 km² (12,4 mi²) (6.10%) es agua.

### Parroquias adyacentes
- Parroquia de West Feliciana - norte
- Parroquia de East Baton Rouge - este
- Parroquia de East Feliciana - noreste
- Parroquia de Iberville - suroeste
- Parroquia de Pointe Coupee - noroeste

### Carreteras principales
- Interestatal 10
- U.S. Highway 190
- Carretera Estatal de Luisiana 1

### Carreteras menores
| - Carretera Estatal de Luisiana 76 - Carretera Estatal de Luisiana 327 - Carretera Estatal de Luisiana 411 - Carretera Estatal de Luisiana 413 - Carretera Estatal de Luisiana 415 - Carretera Estatal de Luisiana 620 - Carretera Estatal de Luisiana 982 - Carretera Estatal de Luisiana 983 - Carretera Estatal de Luisiana 984 - Carretera Estatal de Luisiana 985 - Carretera Estatal de Luisiana 986 | - Carretera Estatal de Luisiana 987-1 - Carretera Estatal de Luisiana 987-2 - Carretera Estatal de Luisiana 987-3 - Carretera Estatal de Luisiana 988 - Carretera Estatal de Luisiana 989-1 - Carretera Estatal de Luisiana 989-2 - Carretera Estatal de Luisiana 990 - Carretera Estatal de Luisiana 1145 - Carretera Estatal de Luisiana 1148 - Carretera Estatal de Luisiana 3091 - Carretera Estatal de Luisiana 3237 |

## Demografía
En el 2000 la renta per cápita promedia de la parroquia era de $37,117, y el ingreso promedio para una familia era de $43,204. En 2000 los hombres tenían un ingreso per cápita de $35,618 versus $22,960 para las mujeres. El ingreso per cápita para la parroquia era de $15,773. Alrededor del 17.00% de la población estaba bajo el umbral de pobreza nacional.

## Ciudades y pueblos
- Addis
- Brusly
- Port Allen